# Упагда (річка)
Упа́гда — річка в Хабаровському краї Російської Федерації, права притока річки Німелен (басейн річки Амур).

## Географія
Протікає переважно по рівнинній території (Німелено-Чукчагірська низовина). Бере свій початок на східних схилах Кольтоурського хребта. Тече у північно-східному напрямку до гирла річки Ленкода, далі повертає на південь до озер Велике та Комишеве, в районі яких змінює свій напрямок плину на південно-східний до гирла Чорної Річки, в районі якої знову змінює свій напрямок на південний до впадіння з правого боку в річку Німелен на відстані 42 км від її гирла.
Довжина — 92 км, площа басейну — 1260 км², швидкість течії — 0,6 м/с, абсолютні відмітки урізу води — 64 - 65 м. Заплава подекуди заболочена. Річище дуже звивисте. Вище гирла притоки Маокан ширина річища становить 25 м, глибина 1,2 м; нижче Водомірного Поста Упагда ширина становить 50 м, глибина 1,1 м; ґрунт річища в'язкий.

## Притоки
Праві притоки (від гирла): 46 км — Ульмелюкан, 53 км — Маокан.
Ліві притоки (від гирла): 29 км — Чорна Річка, 68 км — річка без назви, 77 км — Ленкода. Також із лівого боку до Упагди впадає озеро без назви, яке розташоване на відстані 8,5 км на північний північний захід від села Упагда.

## Населенні пункти
У районі гирла Чорної річки знаходиться Водомірний Пост Упагда — колишнє село.